# Xenoplatyura lunifrons
Xenoplatyura lunifrons är en tvåvingeart som först beskrevs av Senior-white 1922.  Xenoplatyura lunifrons ingår i släktet Xenoplatyura och familjen platthornsmyggor.
Artens utbredningsområde är Sri Lanka. Inga underarter finns listade i Catalogue of Life.